# Шванфелд
Шванфелд (њем. Schwanfeld) општина је у њемачкој савезној држави Баварска. Једно је од 29 општинских средишта округа Швајнфурт. Према процјени из 2010. у општини је живјело 1.981 становника. Посједује регионалну шифру (AGS) 9678175.

## Географски и демографски подаци
Шванфелд се налази у савезној држави Баварска у округу Швајнфурт. Општина се налази на надморској висини од 242 метра. Површина општине износи 12,0 km². У самом мјесту је, према процјени из 2010. године, живјело 1.981 становника. Просјечна густина становништва износи 165 становника/km².

## Међународна сарадња
| Мјесто | Држава     | Врста сарадње | Од    |
| ------ | ---------- | ------------- | ----- |
|        | Француска  | партнерство   | 1985. |
|        | Швајцарска | партнерство   | 1974. |
| Извор  |            |               |       |